# 義德道
義德道（英語：Ede Road）是香港九龍道路，為進入筆架山住宅區一帶重要通道，南起歌和老街，北起筆架山道。
義德道是以九龍塘花園城市發展商九龍塘及新界發展公司東主，立法局議員義德（C. Montague Ede）命名，以紀念其對發展九龍塘地區的貢獻。

## 連接街道
由南至北：
- 歌和老街
- 私家路
- 和域道
- 通往窩打老道（獅子山隧道方向）的支路
- 安域道
- 畢架山道
- 碧景林路 - 畢架山一號之私家路
- 義本道
- 筆架山道

## 沿路景點
沿路主要為住宅區。教育方面，和域道口設有英基學校協會旗下的畢架山小學。

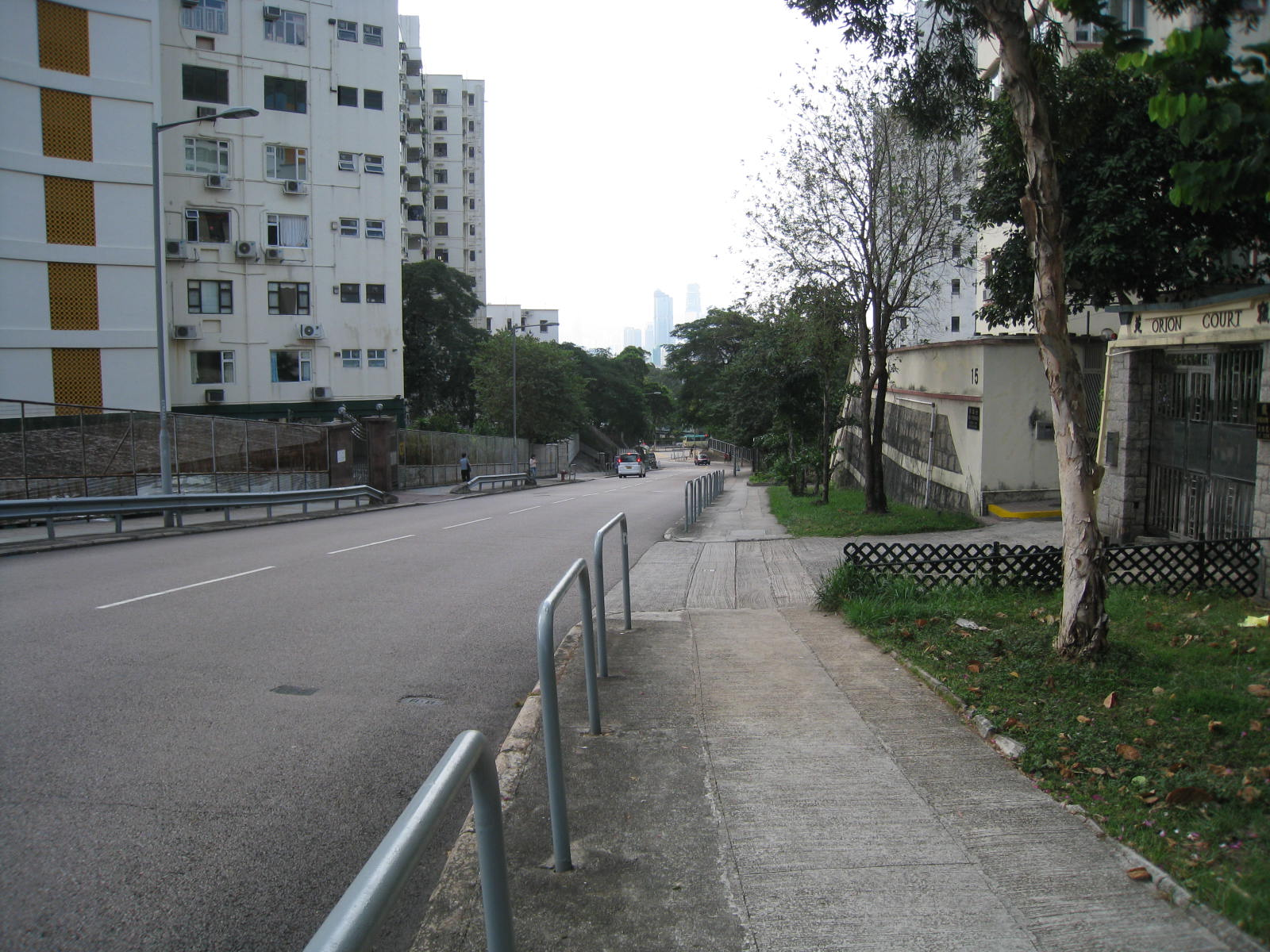
義德道近歌和老街
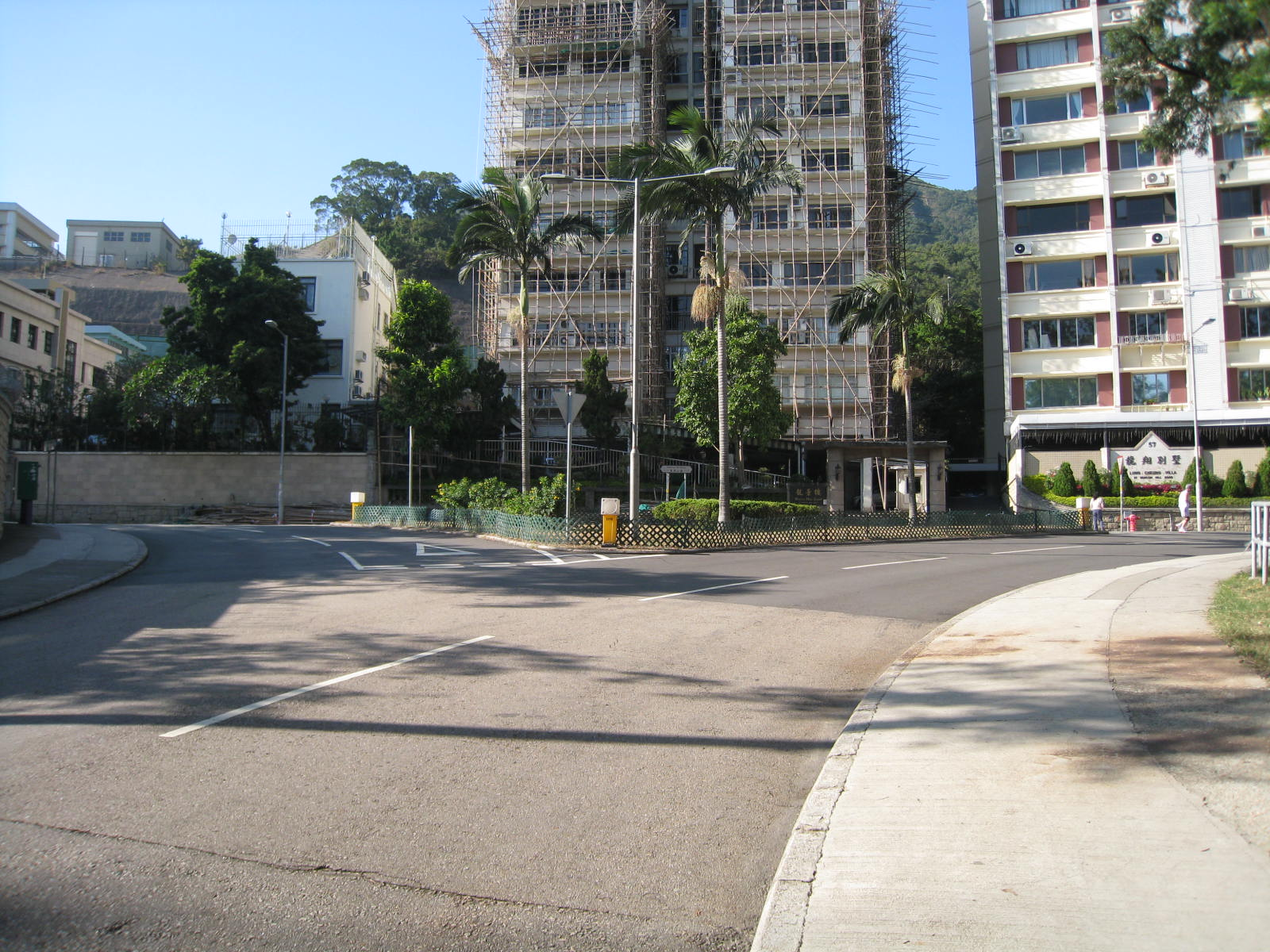
義德道近筆架山道
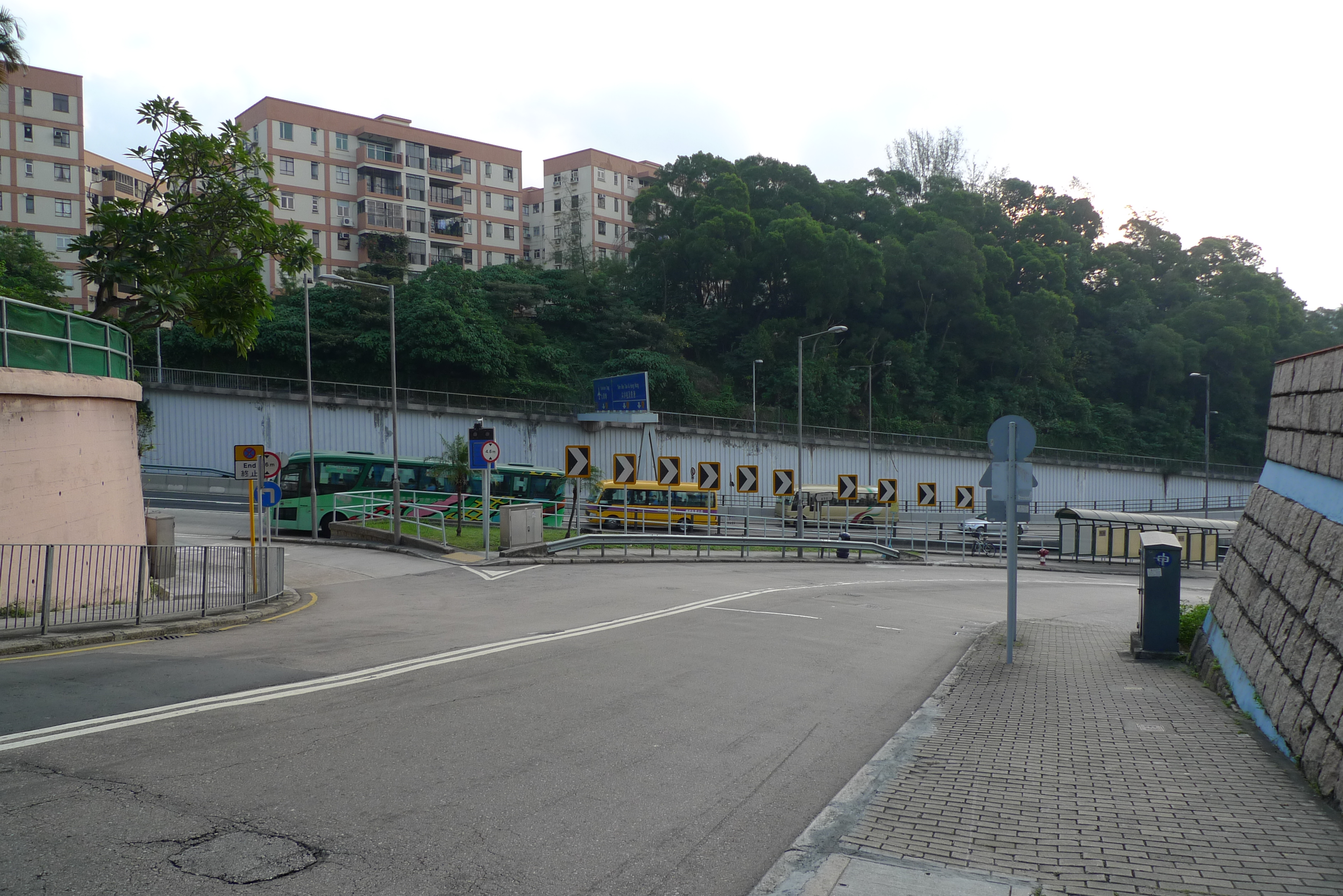
義德道近獅子山隧道公路
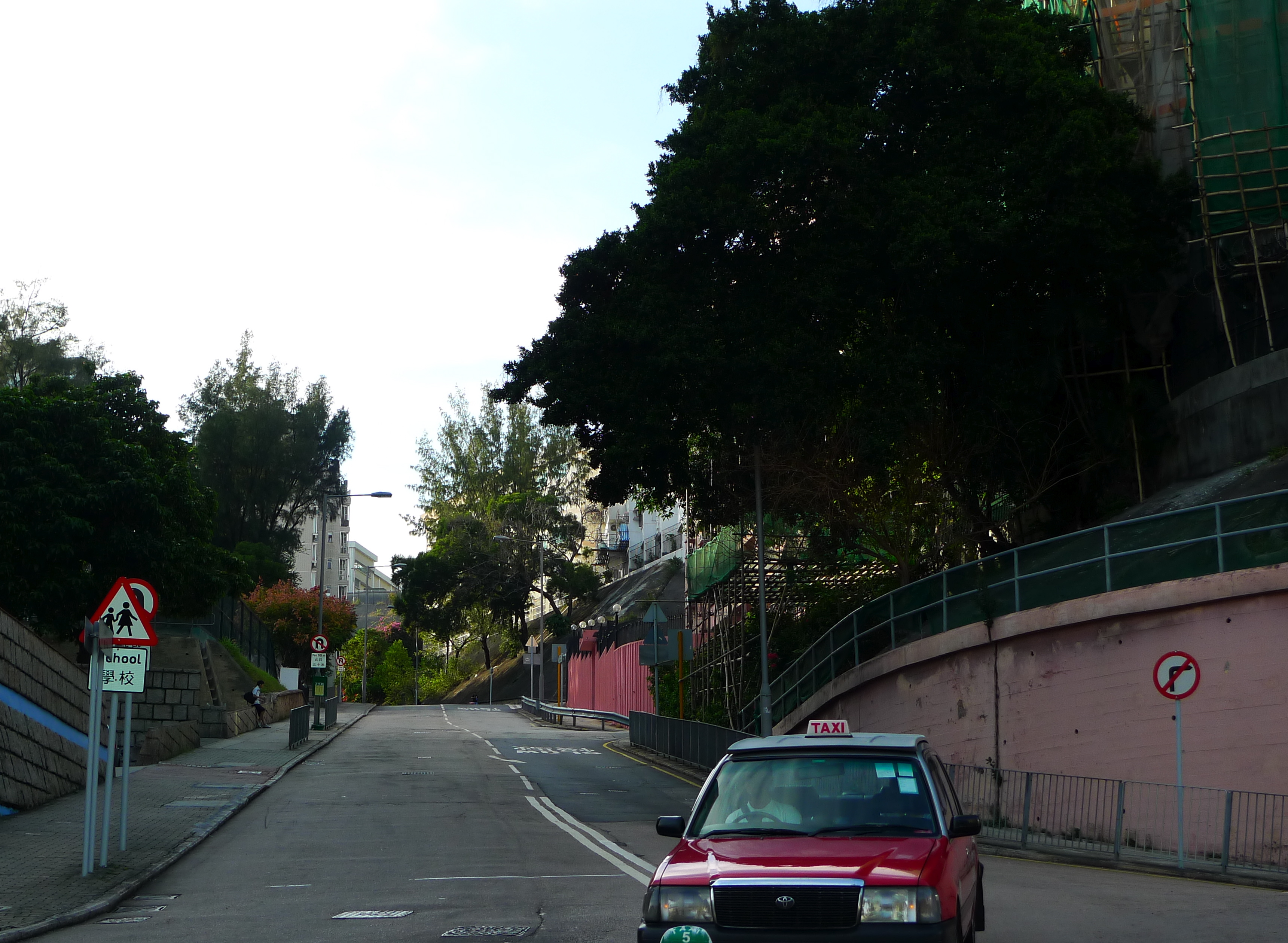
義德道近映月台
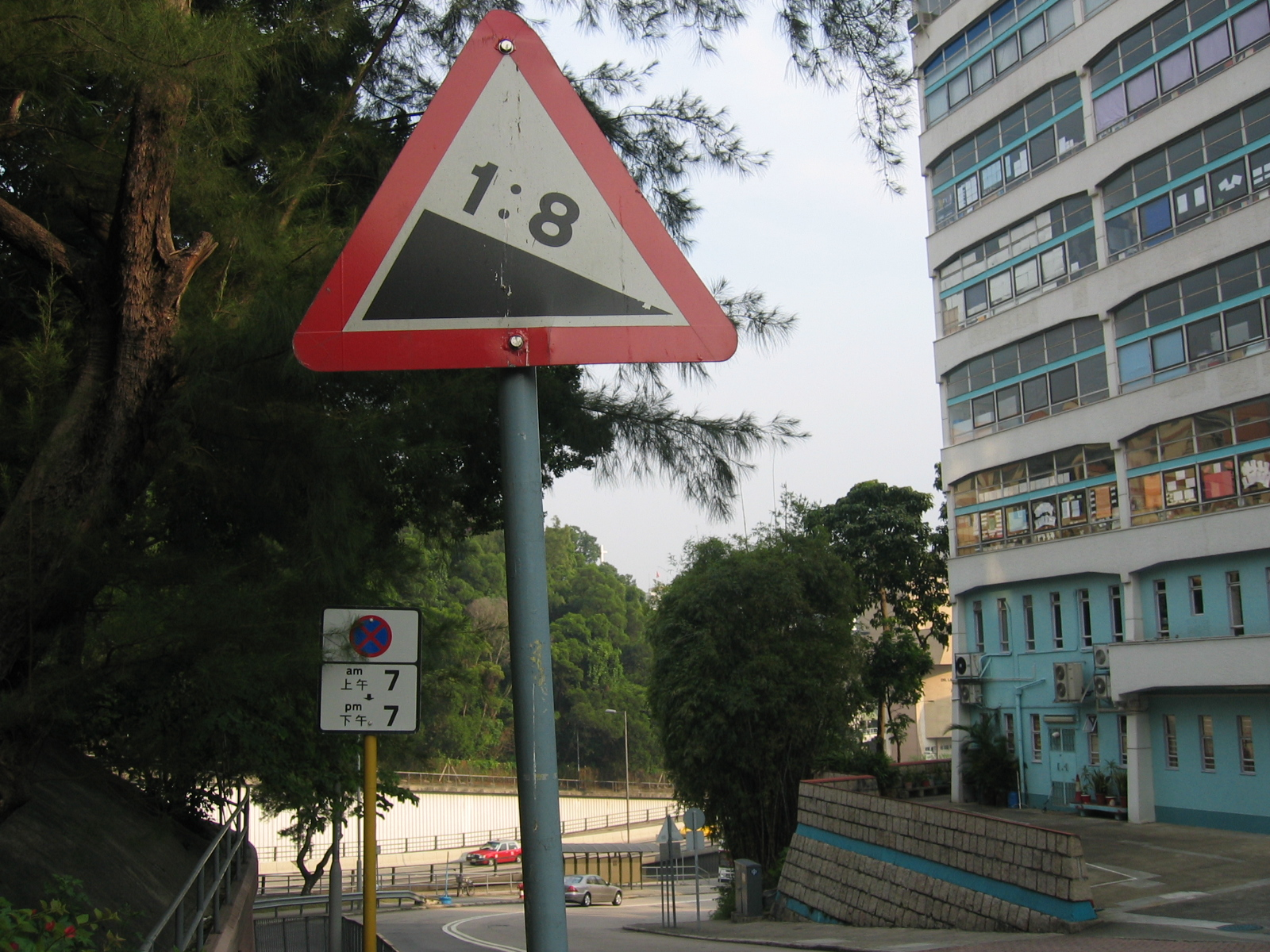
安域道及義德道交界處，遠處為窩打老道，右為畢架山小學

## 外部連結
维基共享资源上的相關多媒體資源：義德道
1. ↑  大公報, 1957-04-06 第5頁